# 压力性尿失禁
压力性尿失禁是一种尿失禁形式，指在正常活动（如咳嗽或运动）时出现不由自主的漏尿。  生活质量可能会受到负面影响。 该病有时会与急迫性尿失禁同时出现，这种情况被称为混合性尿失禁。 
危险因素包括怀孕、分娩、肥胖和前列腺癌治疗。  其潜在机制是盆底或膀胱出口处尿道括约肌薄弱。 诊断可根据症状、检查、咳嗽压力测试、测量排尿后剩余的尿量和尿液分析进行。 
压力性尿失禁可以通过盆底锻炼、子宫托、药物、尿道周围注射或手术进行治疗。 大约 60% 的女性在接受盆底锻炼一年后有效果，而大约 85% 的女性接受手术治疗有效果。  可能使用的药物包括苯丙醇胺和绝经后雌激素。  
压力性尿失禁是最常见的尿失禁类型。  它影响约24%到45%的30岁以上女性。 大约一半的孕妇会受到影响；然而，症状通常会在分娩后一年内有所缓解。 年轻女性也可能受到影响。 